# Весела Ляхова
Весела Борисова Ляхова е българска писателка.

## Биография

### Произход, образование, работа
Родена е 21 август 1961 г. в Пазарджик. Потомка е на български бежанци от Егейска Македония, от Драмско.
През 1985 г. завършва българска филология в Софийския държавен университет „Климент Охридски“. По-късно специализира приложен мениджмънт и международни отношения (1995 – 1998). Работи в Регионалния исторически музей в Пазарджик (1979 – 1980), а след дипломирането си е учителка по български език и литература в София (1985 – 1986); служителка в СО „Студентски общежития и столове“ (1987 – 1992), в Бюрото за обслужване на дипломатическия корпус към Министерството на външните работи (1992 – 2001), преподава български език и литература в Първа частна английска гимназия „У. Шекспир“ в София (2001 – 2006), от 2006 г. е служителка в Агенция дипломатически имоти в страната.

### Творчество
От 1981 г. Весела Ляхова публикува разкази, критически текстове, рецензии, интервюта, театрална критика във вестниците „Студентска трибуна“, „Пулс“, „Литературен вестник“, „Аз Буки“, „Култура“, „Словото днес“, „Неделник“, на списанията „Отечество“, „Художествена самодейност“, „Летописи“, „Демократически преглед“, „Театър“ и др.
Дебютната ѝ книга – „До слънцето“, излиза през 1993 г. Състои се от три новели: „До слънцето“, „Непрескочената сянка“ и „Огледалото“, първата от които е създадена значително по-рано и през 1987 г. е наградена в литературния конкурс „Цветан Зангов“, но не е публикувана до 1992 г. В нея се засяга близката на писателката тема за трагичната съдба на българските бежанци от Егейска Македония през 40-те години на ХХ век, тема, разгърната по-късно в романа ѝ „Бежанци“ (2013).

## Награди
- 1987 г. –  Първа награда за белетристика на Националния литературен конкурс за млади автори „Цветан Зангов“[1]
- 2013 г. – романът „Бежанци“ получава Националната награда „Христо Г. Данов“ за художествена литература[3] С него представя България на Международния панаир на книгата и на Европейския фестивал на първия роман в Будапеща[3]
- 2014 г. – Първа награда за проза на първите годишни награди за литература и хуманитаристика на портал „Култура“[1][5]